# فورتیز واچز
فورتیز واچز (انگلیسی: Fortis Waches) شرکت ساعت‌سازی سوئیسی است، که در سال ۱۹۱۲ تأسیس شد.